# Назаренко, Леонид Васильевич
Леони́д Васи́льевич Наза́ренко (род. 21 марта 1955, совхоз «Кубань» близ г. Гулькевичи, Краснодарский край, РСФСР, СССР) — советский футболист, нападающий, советский и российский тренер. Мастер спорта СССР международного класса (1976).

## Карьера

### Игровая
Начинал играть в Гулькевичах, откуда был переведён в ростовский спортинтернат, где пробыл до 1972 года. После успешного выступления юношеской команды на Спартакиаде в Киеве перешёл в ростовский СКА. В конце 1975 оказался в ЦСКА. После полученного летом 1979 года разрыва четырёхглавой мышцы сустава был вынужден завершить карьеру игрока.

### В сборной
В январе 1976 был вызван в сборную СССР, в составе которой провёл 8 матчей, забив 2 мяча. Бронзовый призёр Олимпийских игр 1976 года, где провёл 2 матча и забил гол в ворота сборной Бразилии.

### Тренерская
С 1984 года — на тренерской работе. Победитель зоны «Поволжье» Второго дивизиона во главе «Торпедо-Виктории» (1998), победитель зоны «Юг» Второго дивизиона во главе махачкалинского «Динамо» (2003). В ноябре 2007 года подписал контракт с «Тереком». После первой части чемпионата России-2008 Назаренко на посту главного тренера «Терека» сменил Вячеслав Грозный, а Назаренко принял должность главного тренера брянского «Динамо». 21 мая 2009 года возглавил клуб Высшей лиги Казахстана «Иртыш». 1 декабря 2009 года подписал однолетний контракт с «Лучом-Энергией», расторгнутый в мае 2010 года в связи с низкими результатами, которые показывала команда. В июле 2011 года возглавил латвийскую «Даугаву». В 2015—2023 годах — главный тренер клуба «Биолог-Новокубанск».